# Prosciutto di Carpegna
Il prosciutto di Carpegna (DOP) è un preparato a base di carne suina italiana (proveniente esclusivamente da Emilia-Romagna, Marche e Lombardia) a Denominazione di origine protetta tipico di Carpegna (PU). Commercialmente è conosciuto anche come  San Leo.

## Caratteristiche fisiche
- Forma: tondeggiante, tendente al piatto.
- Peso: 8–12 kg.
- Colore della fetta: rosa salmone.
- Presenza di grasso: solido, di colore bianco rosato all'esterno.
- Luogo di lavorazione e stagionatura: comune di Carpegna e durata di almeno 13 mesi.
- Additivi: assenti (né nitriti né nitrati).

## Caratteristiche organolettiche
- Consistenza: masticazione piacevole per la fragilità delle fibre muscolari in stato di "predigestione" da maturazione enzimatica naturale.
- Profumo: delicato e penetrante di carne stagionata.
- Gusto: delicato e fragrante.

## Caratteristiche chimiche e chimico-fisiche
- Umidità (%): min. 59 - media 61,3 - max 63,5.
- Proteolisi (%): min. 24 - media 25,5 - max 31.
- NaCl (%): min. 4,2 - media 5,4 - max 6,5.